# Луговиківська сільська рада
Луговиківська сільська рада — орган місцевого самоврядування у Чорнухинському районі Полтавської області з центром у c. Луговики.
Населення — 820 осіб.

## Населені пункти
Сільраді підпорядковані населені пункти:
- c. Луговики
- с. Бубни